# Larrory
Pour les articles homonymes, voir Larrory (homonymie).
Larrory est une ancienne commune française du département des Basses-Pyrénées. Le 5 août 1842, la commune fusionne avec Moncayolle et Mendibieu pour former la nouvelle commune de Moncayolle-Larrory-Mendibieu.

## Géographie
Larrory fait partie de la Soule.

## Toponymie
Son nom basque est Larrori (de larre, 'lande').
Le toponyme Larrory apparaît sous les formes 
Larrori (1475, contrats d'Ohix) et 
Larori (1607, insinuations du diocèse d'Oloron).

## Démographie
| 1793 | 1800 | 1806 | 1821 | 1831 | 1836 |
| ---- | ---- | ---- | ---- | ---- | ---- |
| 161  | 137  | 138  | 168  | 170  | 149  |

## Pour approfondir